# DNK mikročip
DNK mikročip (biočip) je kolekcija mikroskopskih DNK segmenata pričvršćenih za čvrstu površinu. DNK čipovi se koriste za meranje nivoa ekspresije velikog broja gena simultano ili za formiranje genotipa višestrukih regiona genoma. Svako DNK mesto sadrži nekoliko pikomola (10−12 mola) specifične DNK sekvence, poznate kao probe (ili reporteri ili oligoi). To mogu da budu kratke sekcije gena ili drugih DNK elemenata koji se koriste za hibridizaciju kDNK ili kRNK (takođe se nazivaju antisens RNK)  uzoraka (ciljeva) pod strogo kontrolisanim uslovima. Hibridizacija probe i cilja se obično detektuje i kvantitativno određuje detekcijom fluoroforom, srebrom, ili hemiluminescentno obeleženih ciljeva za određivanje relativne zastupljenosti sekvence nukleinske kiseline u cilju.

## Istorija
Mikročip tehnologija je evoluirala iz saudern blotinga, gde se fragmentisana DNK vezuje za supstrat i zatim se testira poznatom DNK sekvencom. Prva objavljena upotreba ovog pristupa je bila analiza grupe od 378 liziranih bakterijskih kolonija, svaka od kojih je sadržala različitu sekvencu. One su testirane u višestrukim replikatima za ekspresiju gena u više normalnih i tumorskih tkiva. To je zatim prošireno analizom više od 4000 ljudskih sekvenci putem računarom vođenog skeniranja i analize slika za kvantitativnu analizu sekvenci u ljudskim tumorima creva i normalnim tkivima. Oni su zatim poređeni sa tkivima creva sa različitim genetičkim rizikom. Upotreba kolekcije distinktnih DNK uzoraka u nizu za profilisanje ekspresije je takođe opisana 1987, i DNK nizovi su korišćeni za identifikaciju gena čije izražavanje je modulisano interferonom. Ti rani nizovi gena su pravljeni nanošenjem kDNK tačaka na filter papir. Upotreba minijaturnih mikročipova za profilisanje ekspresije gena je prvi put objavljena 1995, i kompletni eukariotski genom (Saccharomyces cerevisiae) na mikročipu je objavljen 1997.

## Spoljašnje veze
- Gene Expression na veb-sajtu  (језик: енглески)
- Micro Scale Products and Services for Biochemistry and Molecular Biology na veb-sajtu  (језик: енглески)
- Products and Services for Gene Expression na veb-sajtu  (језик: енглески)
- Online Services for Gene Expression Analysis na veb-sajtu  (језик: енглески)